# پیوآ کلوها
پیوآ کلوها (به انگلیسی: Pua Kealoha) (زادهٔ ۱۴ نوامبر ۱۹۰۲) شناگر اهل ایالات متحده آمریکا است.